# Land's End a John o' Groats

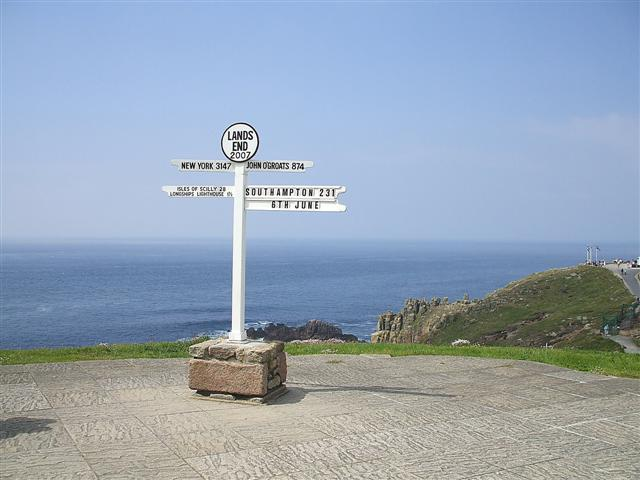
Señal en Land's End

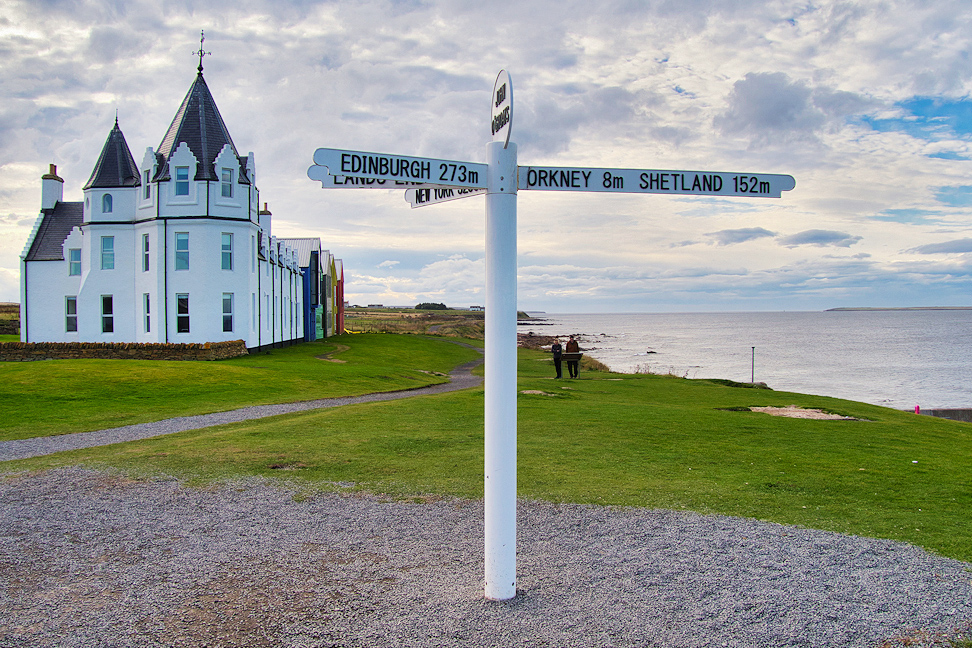
Señal en John o' Groats

Se denomina Land's End a John o' Groats al recorrido de toda la longitud de la isla de Gran Bretaña entre dos de sus puntos extremos, situados en el suroeste y el noreste. La distancia tradicional por carretera es de 874 millas (1407 km) y la mayoría de los ciclistas tardan entre 10 y 14 días; el récord de la ruta en bicicleta es de nueve días. Los excursionistas todoterreno suelen recorrer unas 1200 millas (1931 km) y tardan dos o tres meses en la expedición. Dos letreros muy fotografiados indican la distancia en cada extremo.
- Land's End es el extremo sur tradicionalmente reconocido de la Inglaterra en la isla de Gran Bretaña. Está en el oeste de Cornualles, al final de la península de Penwith. Su punto de referencia es el final de la carretera SW342250, perteneciente a la zona de código postal TR19 7AA. De hecho, o estrictamente hablando, el punto denominado Dr Syntax's Head, SW341253, situado unos cientos de yardas al NO del final de la carretera, es el punto más occidental de Inglaterra.[1] El punto más al sur es Lizard Point, aproximadamente 9 millas (14 km) más al sur. Land's End a veces se considera incorrectamente como el punto más al suroeste de Inglaterra. Este galardón pertenece a Gwennap Head, SW365215, que está al menos 2 millas (3,2 km) más al sur que Dr Syntax's Head, pero solo alrededor de 1,5 millas (2,4 km) menos al oeste.[2]

- John o' Groats es el extremo norte tradicionalmente reconocido de Escocia en la isla de Gran Bretaña, situado en el noreste de Caithness, con la referencia ND380735, código postal KW1 4YR. El punto más al norte real es Dunnet Head, unas 2 millas (3 km) más al norte. El punto más alejado por carretera de Land's End es Duncansby Head, aproximadamente 2 millas (3 km) al este de John o 'Groats. Duncansby Head es también el punto más al noreste de Escocia en Gran Bretaña.[3]

## Rutas
La distancia en línea recta desde Land's End hasta John o 'Groats es de 603 millas (970,4 km) según lo determinado por cartográficamente, pero dicha ruta pasa por una serie de zonas de agua sobre el mar de Irlanda. Google Earth proporciona una distancia de 602,70 millas entre los dos puntos emblemáticos.
Según un atlas de carreteras de 1964, la ruta más corta con carreteras clasificadas era de 847 millas (1363 km), pero en un atlas de carreteras de 2008, la ruta más corta por carreteras clasificadas era de 838 millas (1349 km). Un planificador de rutas en línea en 2011 también calculó la ruta más rápida por carretera con 838 millas (1349 km), estimando un tiempo de 15 horas 48 minutos para el viaje (esta ruta utiliza la A30, M5, M6, A74(M), M74, M73, M80, M9, A9 y A99) pero la ruta por carretera más corta en general, que utiliza carreteras secundarias en numerosos lugares y utiliza puentes modernos, recorre tan solo 814 millas (1310,0 km). Esta ruta es aproximadamente la siguiente: Land's End, Bodmin, Okehampton, Tiverton, Taunton, Bridgwater, la M5 por Avon Bridge, M48 por el Puente del Severn, Monmouth, Hereford, Shrewsbury, Tarporley, St Helens, Preston, Carlisle, Beattock, Carstairs, Whitburn, Falkirk, Stirling, Crieff, Kenmore, Dalchalloch, A9, Inverness, Kessock Bridge, Cromarty Bridge, Dornoch Firth Bridge, Latheron, Wick, y John o 'Groats.
Google Maps, el 2 de agosto de 2017, calculó que la ruta más rápida en automóvil, desde el Centro de Visitantes de Land's End hasta John o 'Groats, era de 837 millas y se podía recorrer en 14 horas y 40 minutos. También mostró una ruta a pie de 811 millas, que sugirió que tardaría en recorrerse 268 horas e implicaría ascender 30 148 pies (9189 m) de desnivel y descender 30 272 pies (9227 m).

## Lecturas relacionadas
Caminar por la carretera
- José Mora, Bernardo (2021) Caledonian Express, Anotaciones de una viaje a pie a través de Inglaterra, Gales y Escocia Zamzama Ediciones ISBN 979-8782365578
- Smailes, B. (2004) John o' Groats to Land's End: the Official Challenge Guide Challenge Publications ISBN 978-1-903568-18-7

Caminar por fuera de las carreteras
- Robinson, A. (2007) The End to End Trail: Land's End to John o' Groats on Foot Cicerone ISBN 978-1-85284-512-4
- McCloy, A. (2001) The Land's End to John o' Groats Walk Cordee ISBN 1-871890-59-4
- Salter, M. (2006) Land's End to John o' Groats – a Thousand Mile Walking Route Folly Publications ISBN 978-1-871731-71-2

Ciclismo
- Mitchell, N (2012) End to End Cycle Route: Land's End to John o' Groats (Cicerone Press) ISBN 978-1-85284-670-1
- Smailes Brian (2009) Land's End to John o' Groats Cycle Guide – The Official Challenge Guide Challenge Publications ISBN 978-1-903568-59-0
- Brown, Simon (1995) Land's End to John o' Groats Cycle Guide, Cicerone ISBN 978-1-85284-188-1
- Salter, P. (2002) Bike Britain: Cycling from Land's End to John o' Groats Epic New Zealand ISBN 978-0-9582256-1-8
- Lewis, D. (2005) "Land's End to John o' Groats", On a beer mat Publish and Print